# Джералд Ґраттон
Джералд Ґраттон (англ. Gerry Gratton, 29 серпня 1927 — 28 липня 1963) — канадський важкоатлет.
Срібний призер Олімпійських Ігор 1952 року в середній вазі, учасник 1948 року.
Переможець Ігор Співдружності 1950 (середня вага), 1954 (напівважка вага) років.